# Saint-Jouan-des-Guérets
Pour les articles homonymes, voir Saint-Jouan.
Saint-Jouan-des-Guérets est une commune française située dans le département d'Ille-et-Vilaine en région Bretagne. Elle fait partie depuis le 1er janvier 2009 de la communauté d'agglomération du pays de Saint-Malo.

## Géographie

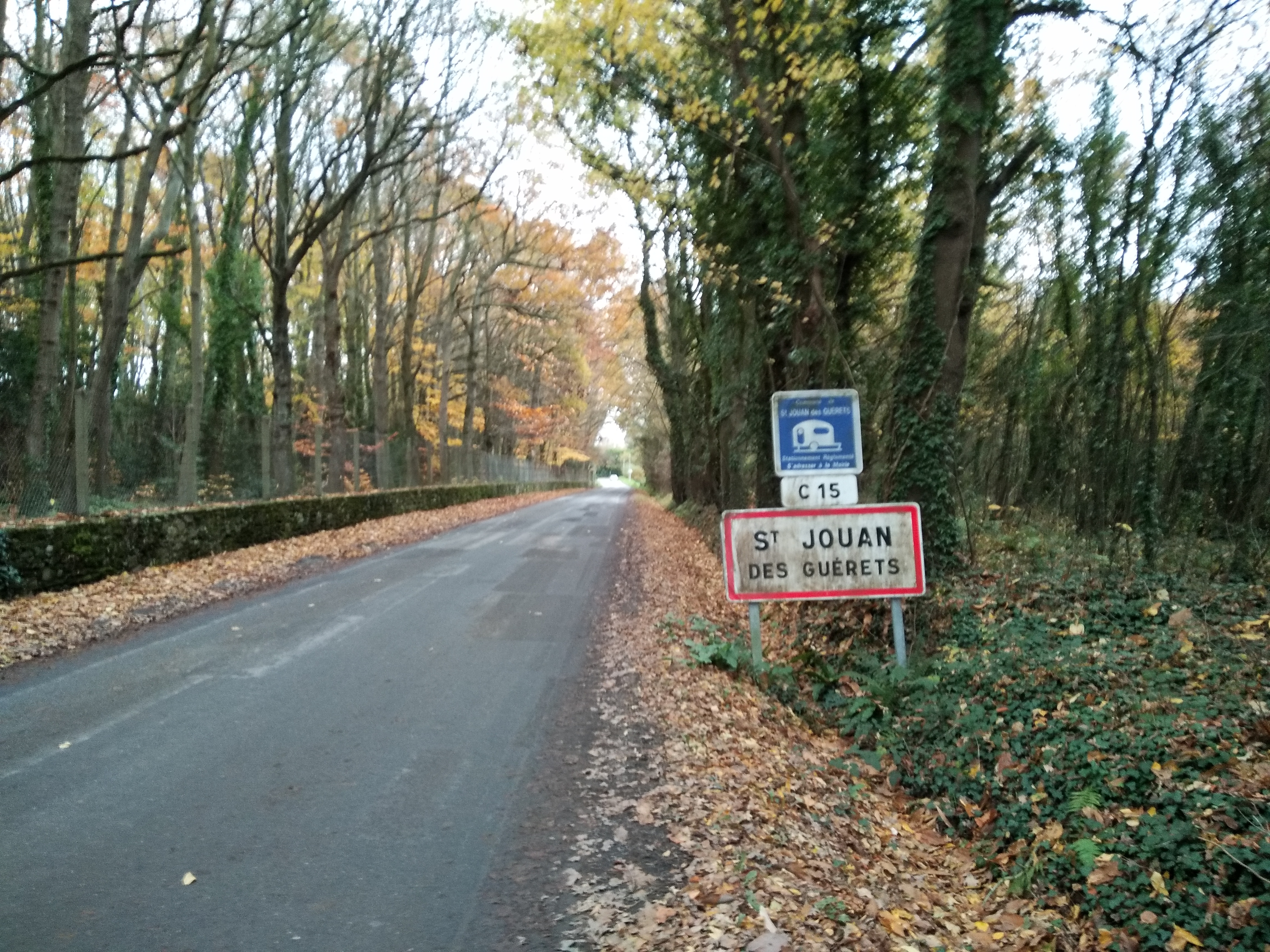
Panneau d'entrée dans la commune le long de la route C15.

Saint-Jouan-des-Guérets se situe sur la rive droite de l'estuaire de la Rance, à quatre kilomètres au sud de Saint-Malo. Le bourg domine à 41 mètres d'altitude la Grève et le moulin à marée de Quinard qui sont à fleur d'eau.
La route nationale 137 reliant Saint-Malo à Rennes passe à l'est du bourg.

### Communes limitrophes
Les communes limitrophes sont Saint-Suliac, Saint-Malo, Saint-Méloir-des-Ondes et Saint-Père-Marc-en-Poulet.
|                      | Saint-Malo              | Saint-Méloir-des-Ondes    |
|                      | Saint-Jouan-des-Guérets |                           |
| Estuaire de la Rance |                         | Saint-Père-Marc-en-Poulet |

### Hydrographie
Pour un article plus général, voir Réseau hydrographique d'Ille-et-Vilaine.
La commune est située dans le bassin Loire-Bretagne. Elle est drainée par le Routhouan, la Couaille,,.

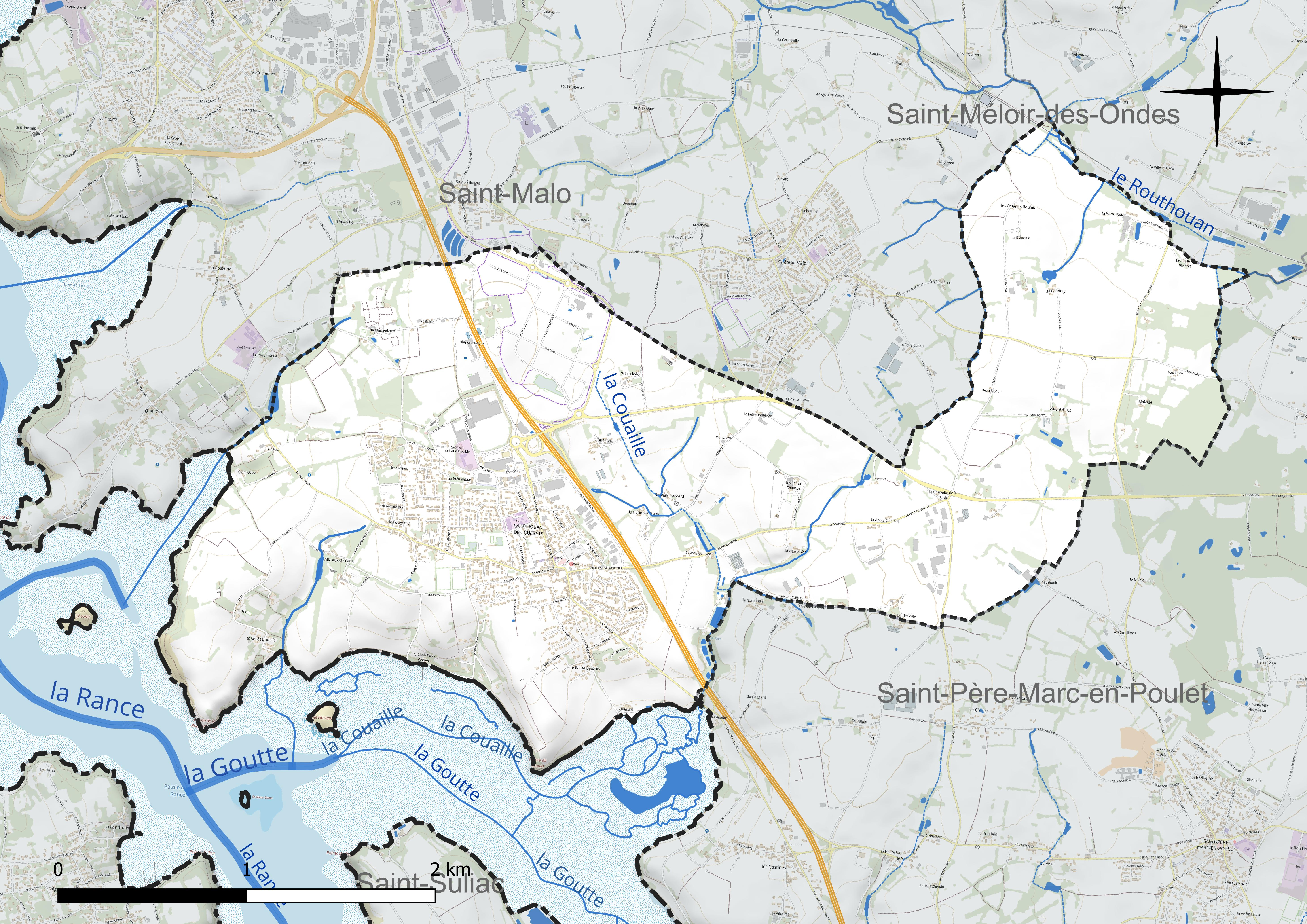
Réseau hydrographique de Saint-Jouan-des-Guérets.

### Climat
Pour des articles plus généraux, voir Climat de la Bretagne et Climat d'Ille-et-Vilaine.
En 2010, le climat de la commune est de type climat océanique franc, selon une étude du CNRS s'appuyant sur une série de données couvrant la période 1971-2000. En 2020, Météo-France publie une typologie des climats de la France métropolitaine dans laquelle la commune est exposée à un climat océanique et est dans la région climatique  Bretagne orientale et méridionale, Pays nantais, Vendée, caractérisée par une faible pluviométrie en été et une bonne insolation. Parallèlement l'observatoire de l'environnement en Bretagne publie en 2020 un zonage climatique de la région Bretagne, s'appuyant sur des données de Météo-France de 2009. La commune est, selon ce zonage, dans la zone « Intérieur  », exposée à un climat médian, à dominante océanique.  
Pour la période 1971-2000, la température annuelle moyenne est de 11,4 °C, avec une amplitude thermique annuelle de 11,8 °C. Le cumul annuel moyen de précipitations est de 692 mm, avec 11,8 jours de précipitations en janvier et 6,4 jours en juillet. Pour la période 1991-2020, la température moyenne annuelle observée sur la station météorologique la plus proche, située sur la commune de Pleurtuit à 7 km à vol d'oiseau, est de 11,9 °C et le cumul annuel moyen de précipitations est de 752,0 mm,. Pour l'avenir, les paramètres climatiques de la commune estimés pour 2050 selon différents scénarios d'émission de gaz à effet de serre sont consultables sur un site dédié publié par Météo-France en novembre 2022.

## Urbanisme

### Typologie
Au 1er janvier 2024, Saint-Jouan-des-Guérets est catégorisée bourg rural, selon la nouvelle grille communale de densité à sept niveaux définie par l'Insee en 2022.
Elle appartient à l'unité urbaine de Saint-Jouan-des-Guérets, une unité urbaine monocommunale constituant une ville isolée,. Par ailleurs la commune fait partie de l'aire d'attraction de Saint-Malo, dont elle est une commune de la couronne,. Cette aire, qui regroupe 35 communes, est catégorisée dans les aires de 50 000 à moins de 200 000 habitants,.
La commune, bordée par la Manche, est également une commune littorale au sens de la loi du 3 janvier 1986, dite loi littoral. Des dispositions spécifiques d'urbanisme s'y appliquent dès lors afin de préserver les espaces naturels, les sites, les paysages et l'équilibre écologique du littoral, tel le principe d'inconstructibilité, en dehors des espaces urbanisés, sur la bande littorale des 100 mètres, ou plus si le plan local d'urbanisme le prévoit.

### Occupation des sols
L'occupation des sols de la commune, telle qu'elle ressort de la base de données européenne d'occupation biophysique des sols Corine Land Cover (CLC), est marquée par l'importance des territoires agricoles (80,1 % en 2018), en diminution par rapport à 1990 (83 %). La répartition détaillée en 2018 est la suivante : 
terres arables (57,8 %), zones agricoles hétérogènes (22,2 %), zones urbanisées (12,4 %), zones industrielles ou commerciales et réseaux de communication (4,5 %), forêts (2,2 %), zones humides côtières (0,8 %). L'évolution de l'occupation des sols de la commune et de ses infrastructures peut être observée sur les différentes représentations cartographiques du territoire : la carte de Cassini (XVIIIe siècle), la carte d'état-major (1820-1866) et les cartes ou photos aériennes de l'IGN pour la période actuelle (1950 à aujourd'hui).

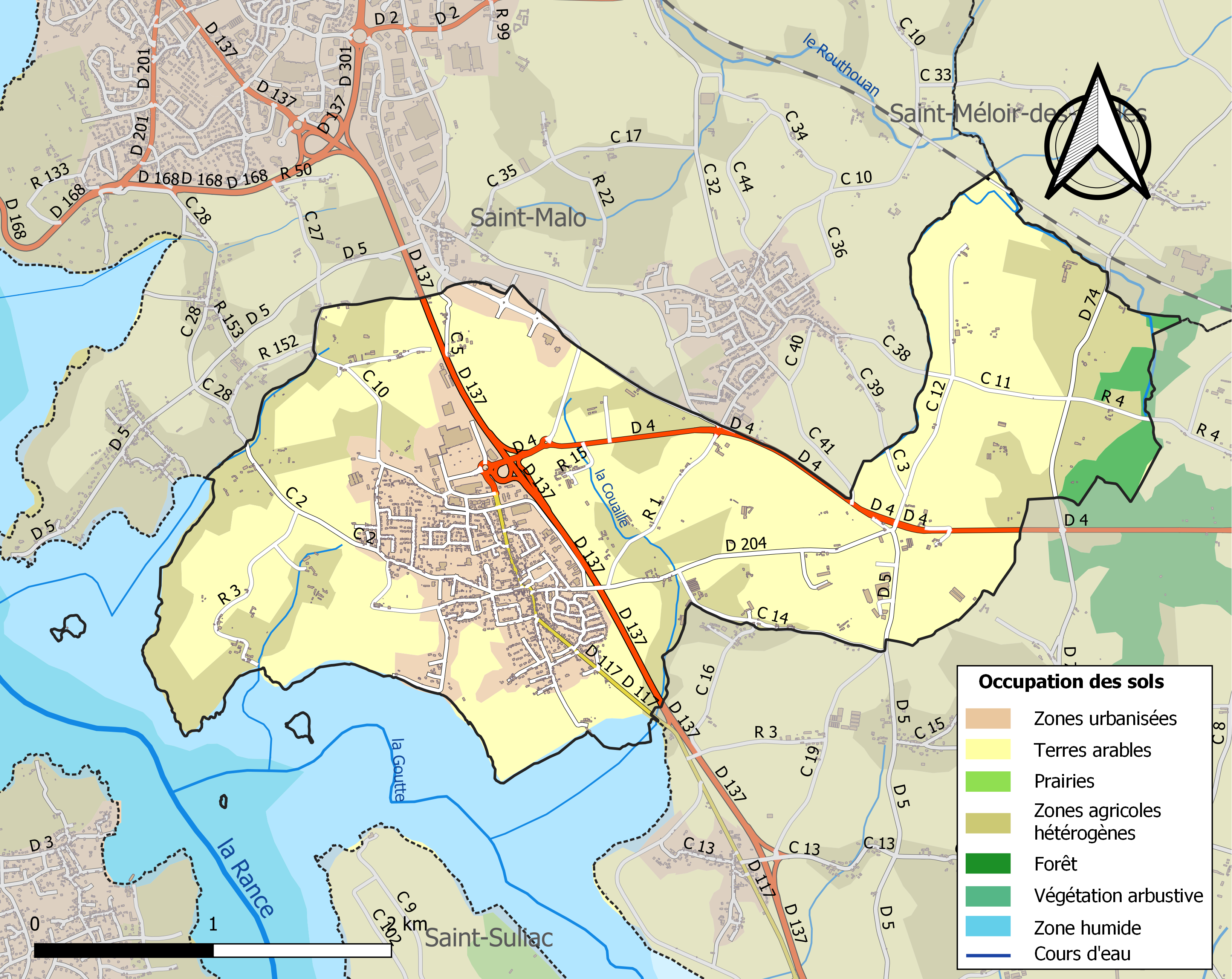
Carte des infrastructures et de l'occupation des sols de la commune en 2018 (CLC).

## Toponymie
Le nom de la localité est attesté sous les formes Ecclesia Sancti Joannis de Garetis en 1319.
Le nom provient de saint Jaoua (ou saint Jouan, ou saint Joavan), saint breton semi-légendaire du VIe siècle qui fut curé de Brasparts, évêque de Léon et qui est enterré dans la chapelle Saint-Jaoua de Plouvien (Finistère).

## Histoire

### LeXXesiècle

#### La Première Guerre mondiale

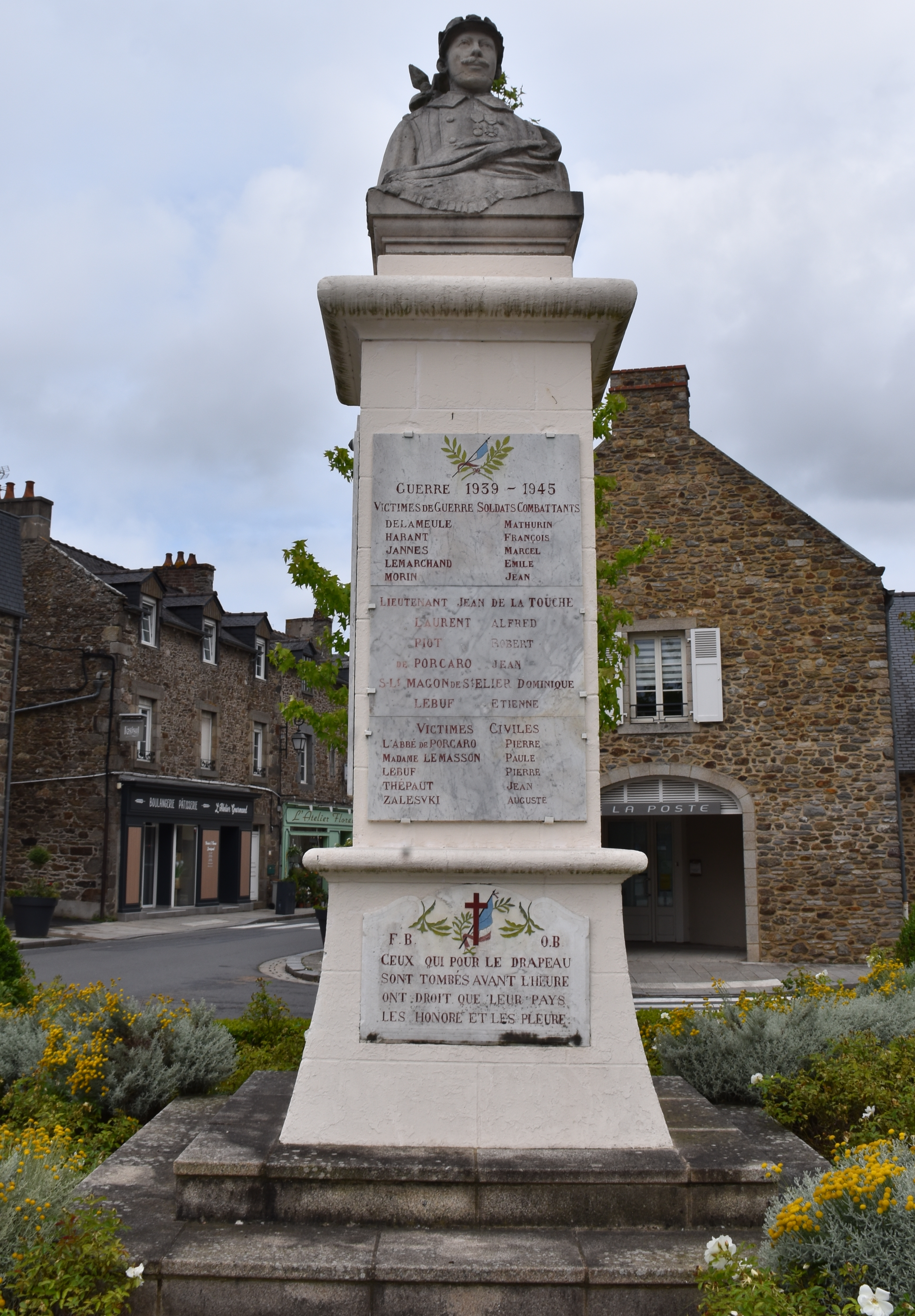
Le monument aux morts.

Le monument aux morts de Saint-Jouan-des-Guérets porte les noms de 59 soldats morts pour la France pendant la Première Guerre mondiale, dont celui de Jean Laffiche, capitaine au 70e régiment d'infanterie, tué le 9 mai 1915 à Roclincourt (Pas-de-Calais) et qui reçut la Légion d'honneur à titre posthume.
Henri Pluet, né en 1892 à Saint-Jouan-des-Guérets, soldat au 2e régiment d'infanterie, fut fusillé pour l'exemple le 4 octobre 1916 au Plessier-Rozainvillers (Somme) pour « abandon de poste et refus d'obéissance ».

#### La Seconde Guerre mondiale
Le monument aux morts de Saint-Jouan-des-Guérets porte les noms de 15 personnes mortes pour la France pendant la Seconde Guerre mondiale.

## Héraldique
| Blason de Saint-Jouan-des-Guérets | Blason  | Écartelé : au premier et au quatrième d'argent aux trois mouchetures d'hermine de sable mal ordonnées, au deuxième d'azur au chou-fleur d'or, au troisième d'azur à la crosse issant d'une barque celte contournée, l'aviron en barre, le tout d'or. |
| Blason de Saint-Jouan-des-Guérets | Détails | Les hermines marquent l'appartenance à la Bretagne, le chou-fleur évoque les cultures maraîchères et la barque celtique rappelle l'arrivée de Saint-Budoc. Devise : « fluctu terraque natus ».                                                       |

## Politique et administration
| Période                                  | Période      | Identité                     | Étiquette   | Qualité                                                                                                   |
| ---------------------------------------- | ------------ | ---------------------------- | ----------- | --- |
| 1906                                     | 1931         | Ferdinand Magon              |             | |
| ca. 1937                                 |              | Louis Lebret                 | Républicain | Conseiller d'arrondissement (1937 → 1940)                                                                 |
| ?                                        | ?            | Jean-Baptiste Herniotte      |             | |
| ca. 1950                                 | mai 1953     | Étienne Hus                  |             | Officier du Mérite agricole                                                                               |
| mai 1953                                 | mars 1959    | Robert Lossois               |             | |
| mars 1959                                | 1962 (décès) | Alfred Levey                 |             | |
| 1962                                     | mars 1977    | Jean Ogier (1928-2022)       |             | Agriculteur                                                                                               |
| mars 1977                                | mars 1983    | Fernand Guignard (1915-2003) |             | Receveur des postes retraité                                                                              |
| mars 1983                                | mars 2008    | Francis Goger                | DVD         | Agriculteur                                                                                               |
| mars 2008                                | 26 mai 2020  | Luc Couapel                  | DVD         | Directeur d'école Vice-président de Saint-Malo Agglomération                                              |
| 26 mai 2020                              | En cours     | Marie-France Ferret          | DVD         | Directrice d'association d'insertion et mobilité 3e vice-présidente de Saint-Malo Agglomération (2020 → ) |
| Les données manquantes sont à compléter. |              |                              |             | |

## Démographie
L'évolution du nombre d'habitants est connue à travers les recensements de la population effectués dans la commune depuis 1793. Pour les communes de moins de 10 000 habitants, une enquête de recensement portant sur toute la population est réalisée tous les cinq ans, les populations de référence des années intermédiaires étant quant à elles estimées par interpolation ou extrapolation. Pour la commune, le premier recensement exhaustif entrant dans le cadre du nouveau dispositif a été réalisé en 2008.
En 2022, la commune comptait 2 816 habitants, en évolution de +7,4 % par rapport à 2016 (Ille-et-Vilaine : +5,46 %, France hors Mayotte : +2,11 %).
| 1793  | 1800  | 1806  | 1821  | 1831  | 1836  | 1841  | 1846  | 1851  |
| ----- | ----- | ----- | ----- | ----- | ----- | ----- | ----- | ----- |
| 1 130 | 1 072 | 1 164 | 1 472 | 1 632 | 1 772 | 1 729 | 1 666 | 1 643 |

| 1856  | 1861  | 1866  | 1872  | 1876  | 1881  | 1886  | 1891  | 1896  |
| ----- | ----- | ----- | ----- | ----- | ----- | ----- | ----- | ----- |
| 1 600 | 1 577 | 1 540 | 1 464 | 1 483 | 1 454 | 1 441 | 1 334 | 1 237 |

| 1901  | 1906  | 1911  | 1921  | 1926  | 1931  | 1936  | 1946  | 1954  |
| ----- | ----- | ----- | ----- | ----- | ----- | ----- | ----- | ----- |
| 1 257 | 1 225 | 1 258 | 1 103 | 1 166 | 1 093 | 1 046 | 1 049 | 1 043 |

| 1962  | 1968  | 1975  | 1982  | 1990  | 1999  | 2006  | 2008  | 2013  |
| ----- | ----- | ----- | ----- | ----- | ----- | ----- | ----- | ----- |
| 1 023 | 1 025 | 1 236 | 1 406 | 2 221 | 2 484 | 2 660 | 2 713 | 2 569 |

| 2018  | 2022  | - | - | - | - | - | - | - |
| ----- | ----- | - | - | - | - | - | - | - |
| 2 669 | 2 816 | - | - | - | - | - | - | - |

## Économie
- Institut de formation et d'apprentissage de la chambre de commerce et d'industrie du pays de Saint-Malo (CCIFA)

## Lieux et monuments

### Patrimoine civil
La commune abrite un monument historique :
- Malouinière de la Plussinais, construite au début du XVIIIe siècle. Elle a été inscrite par arrêté du 23 octobre 1980[28]. Appartenait ala famille Le Breton en 1708 et au début du XXe siècle aux Bréjerac.

#### Châteaux, Malouinières et manoirs
- Manoir d'Albiville.
- Manoir de la Briantais, appartenait en 1485 à la famille  Beaubois[29].
- Manoir de la Chaise, à proximité de la grève de Saint Élier. Propriété en 1420 de la famille Guillaume, et en 1513 aux Fésant (Faisant).
- Manoir de la Chapelle.
- Manoir du Coudray.
- Manoir du Domaine, en moellons de schiste de granite, haute chapelle. L'ensemble est constitué d'une plateforme ceinte de douves et possède un vivier et un colombier, ainsi qu'une chapelle.
- Manoir des Landelles, appartenait à la famille de La Motte au XVe siècle, aux Le Gobien au début du XVIIe siècle, puis aux Danycan au début du XVIIIe siècle.
- Manoir de Launay-Quinart, aux Quinart de Broon
- Manoir de Launay-Trochart (t), propriété de la famille Le Coq au XVe siècle, et en 1513 aux Meignan.
- Malouinière des Longchamps XVIIIe siècle
- Manoir de la Motte-Rouxel, portail (1634), chapelle (1642), appartient à  Aubert, seigneur de Saint-Germain, puis aux Chateaubriand, sg de Beaufort en 1513, puis Jacques Trublet en 1642. Ne reste pratiquement plus aucun vestiges de la demeure et de sa chapelle sur le cadastre de 1834.
- Manoir de Petites Salles
- Manoir de Pont-de-Het ou de Pont-d'Het, dite aussi Malouinière du Val-Marie, dont la porte est armoriée, datée 1670 comme sa chapelle. Possède un grand fronton. La chapelle bénite le 12 octobre 1689. Une des pierre de l'édifice porte les armoiries de la famille Sioc'Han qui sont : «  de gueules à quatre pointes de dard en sautoir, passées dans un anneau en abîme le tout d'or » et les armoiries de la famille Artur« d'azur au croissant d'or surmonté de deux étoiles de même », datée de 1689.
- Malouinière de Saint Élier, ou (Saint-Hélier), cinq travées, milieu du XVIIIe siècle, colombier carré , chapelle, reconstruite 1767 sur les bords de la Rance. Propriétaires successifs: Famille Moreau de Maupertuis, Magon de Saint Élier, puis le comte de Lange.
- Manoir du Tertre
- Manoir de la Tournerie, à la famille Thomas en 1485, et de Cherrueix en 1513.
- Manoir de la Tranchaudiéres
- Manoir Val-ès-Bouilly, XVIIe siècle, chapelle bénie le 15 juin 1706, appartient au XVIIe siècle et au XVIIIe siècle, à la famille Émeric[30]
- Manoir de la Ville- aux - Oiseaux, bâtisse surplombant la Rance, sa chapelle fut déjà détruite avant la Révolution. Il conservé au de but du XXIe siècle son colombier. Le manoir actuel du XVIIIe siècle remplace un plus ancien car le libteau en accolade est un réemploi plus ancien. L'aile ouest de la demeure fut ajoutée au XIXe siècle permettant d'agrandir le logis tout en lui conférant une symétrie dans la construction.

### Patrimoine religieux
- Église Saint-Jean-Baptiste, de style néo-roman, édifiée de 1861 à 1866 par l'architecte malouin Jean-Gabriel Frangeul.

### Intérieur de l'église

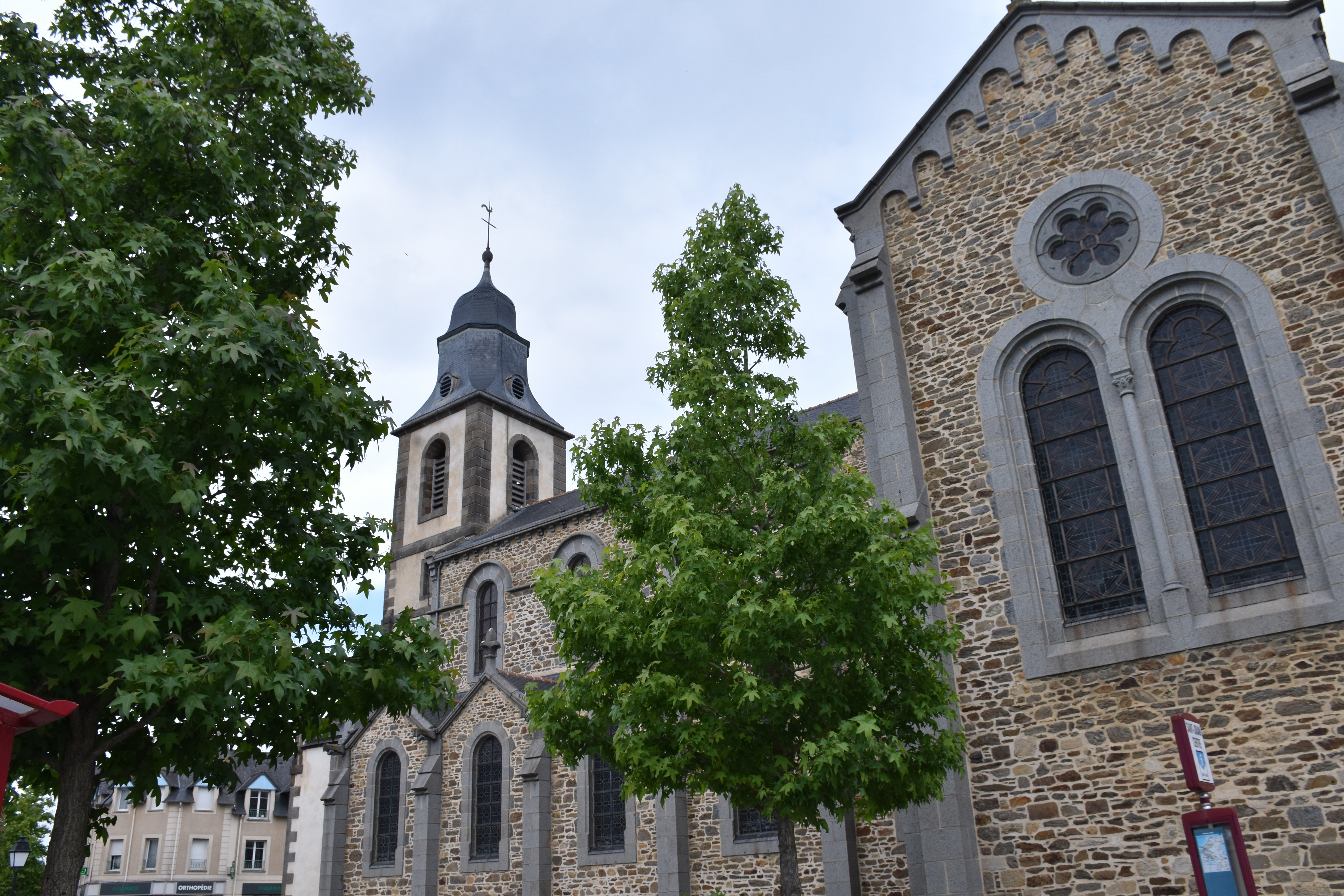
Vue latérale de l'église.
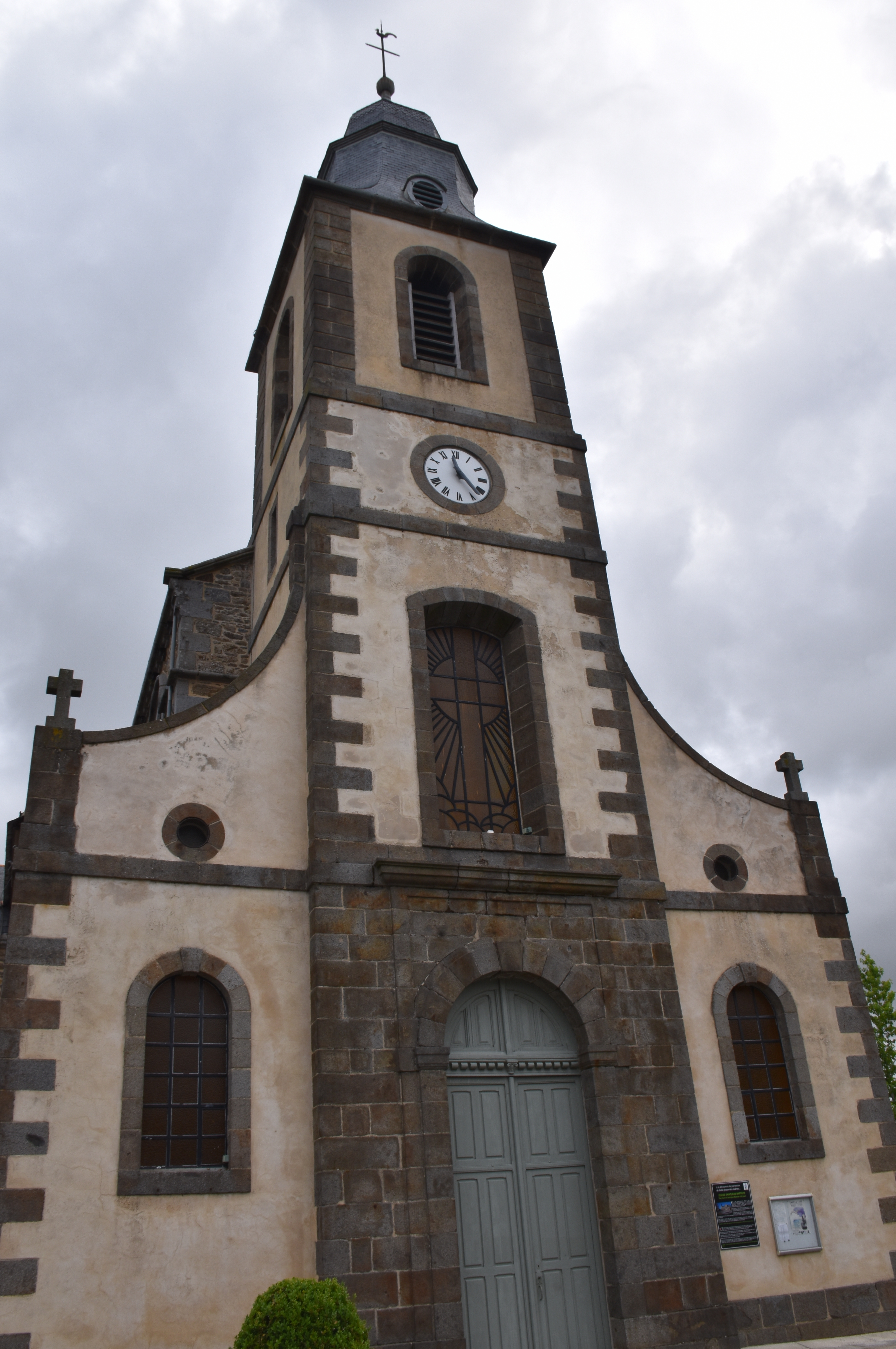
La façade de l'église.
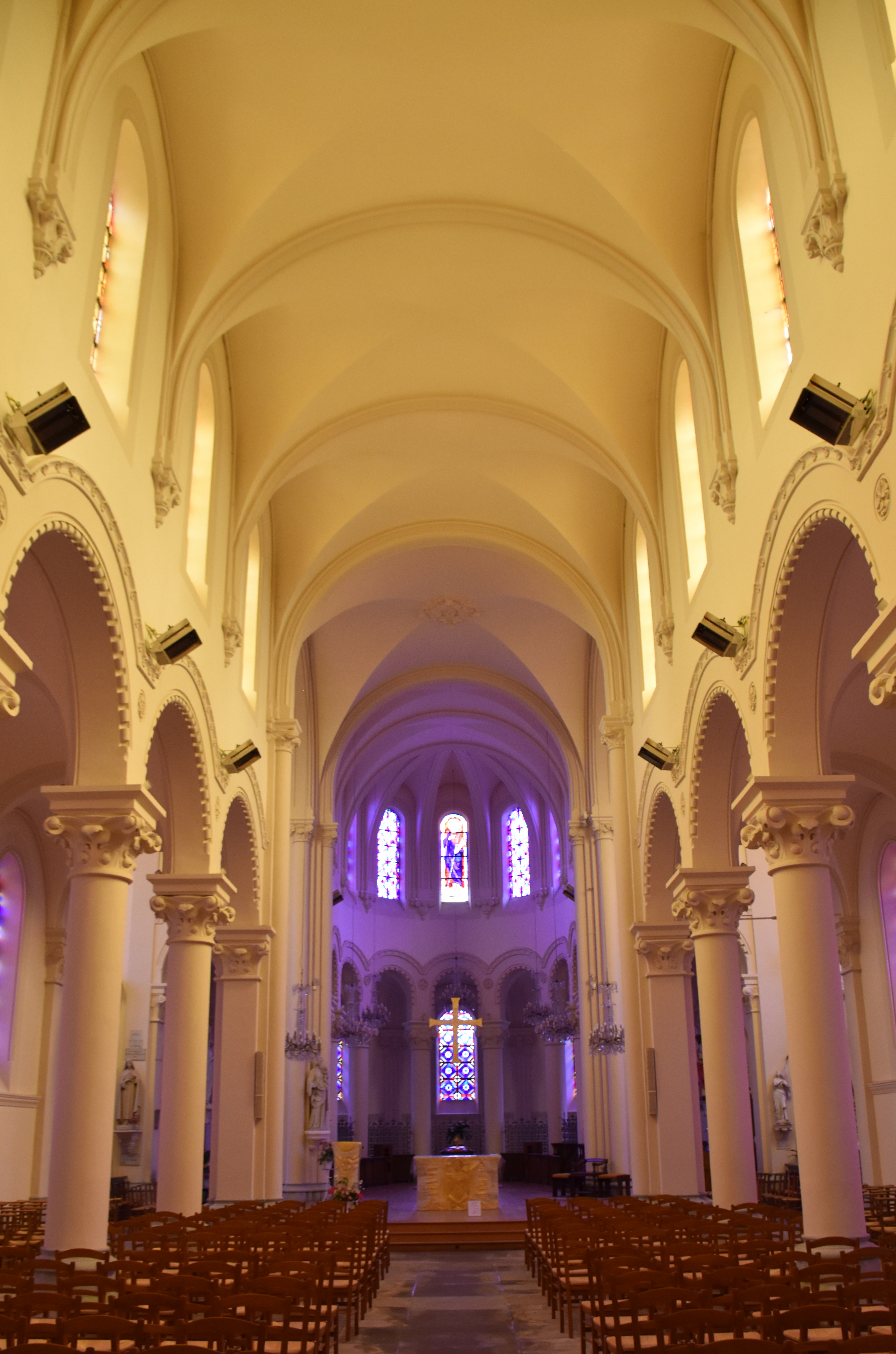
La nef.
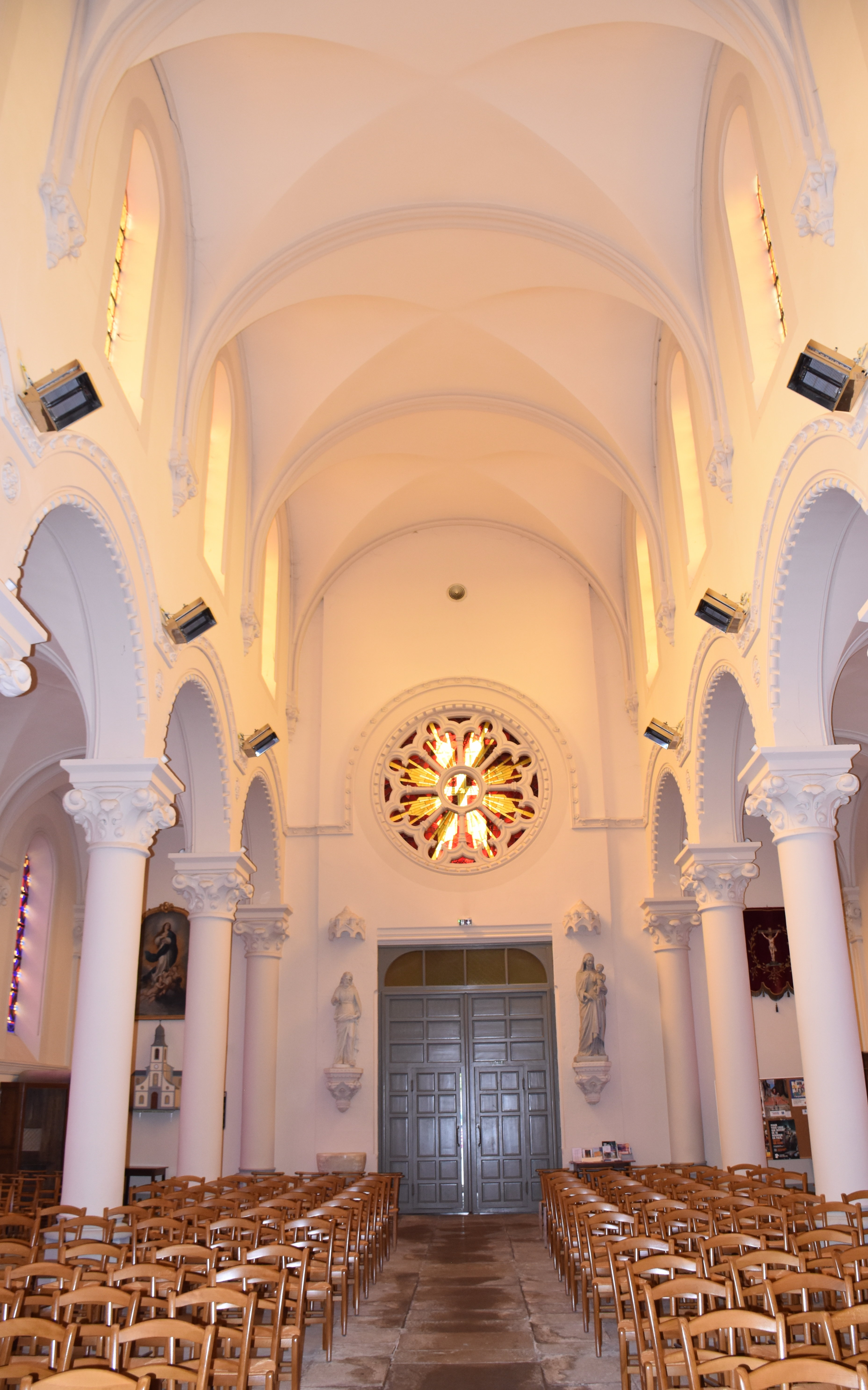
La nef côté porche.
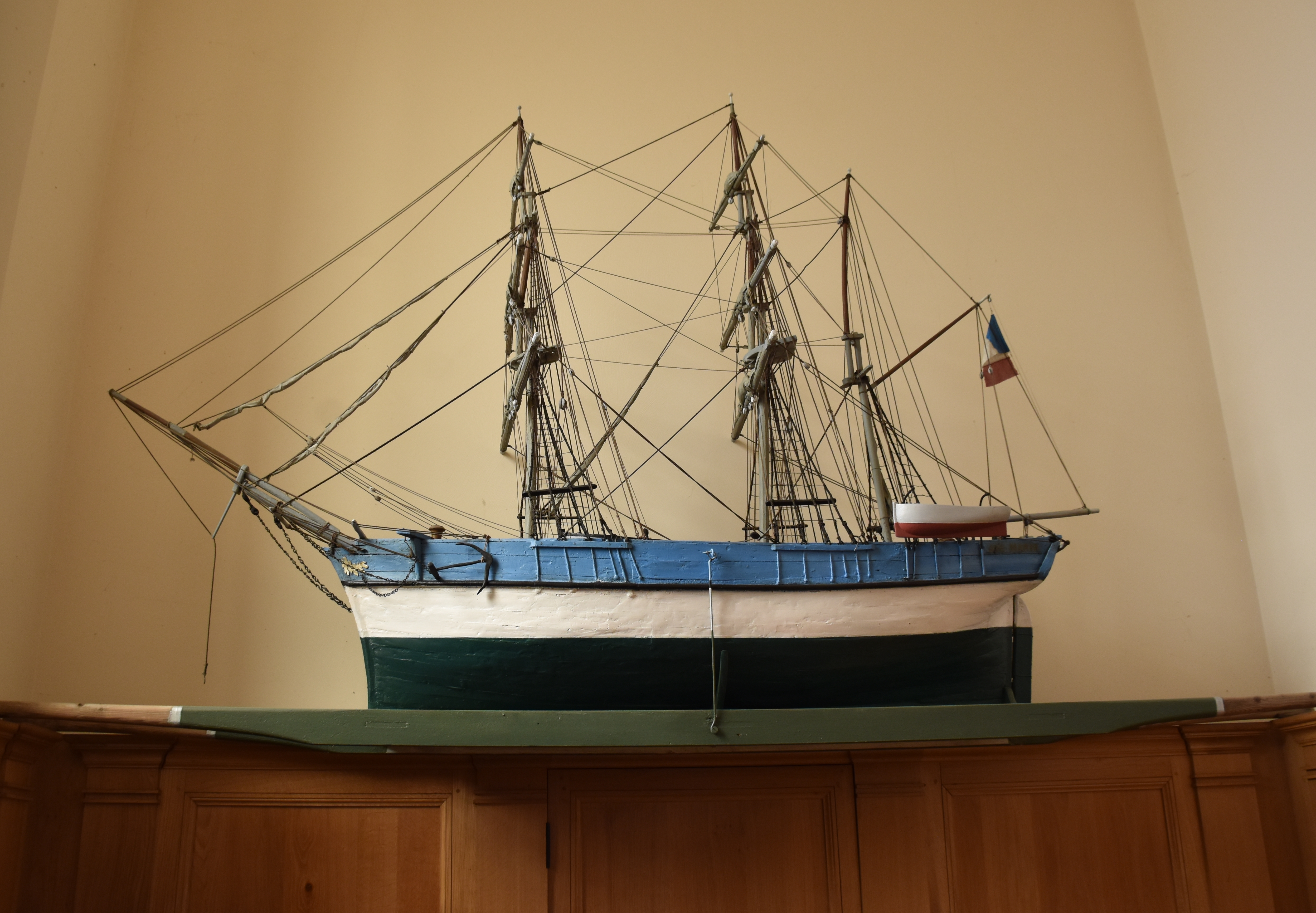
Ex-voto

- L'île Chevret, dans l'estuaire de la Rance

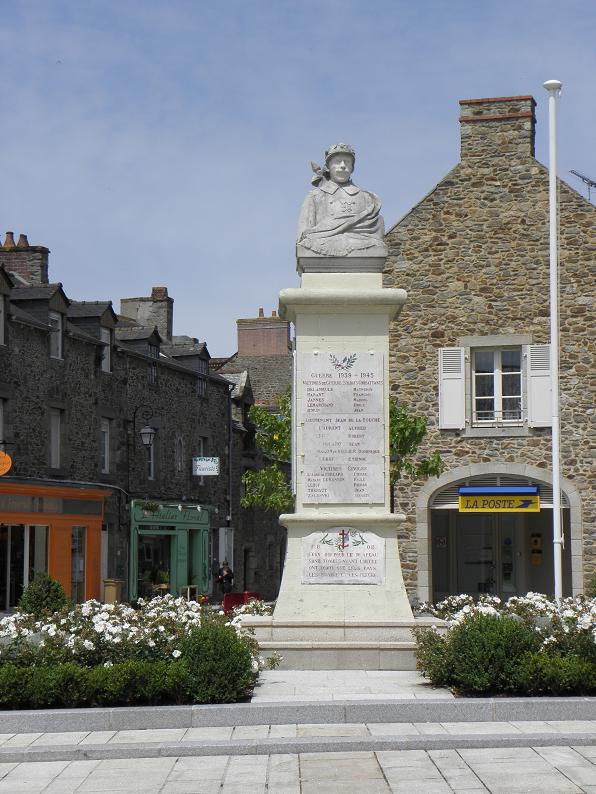
Le monument aux morts, place de l'Église.
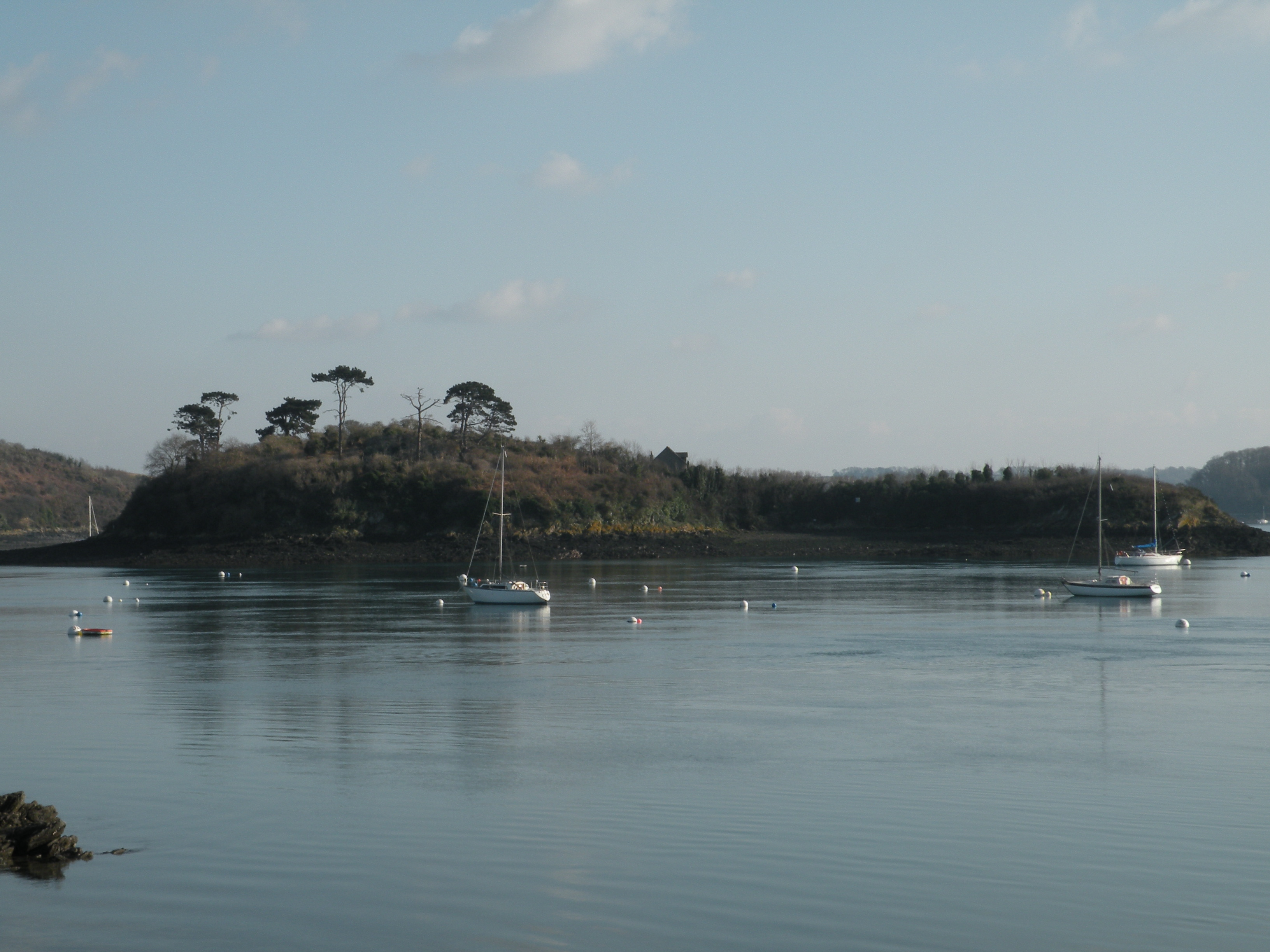
L'île Chevret.

## Personnalités liées à la commune
- C'est dans cette paroisse qu'est né le naturaliste et mathématicien Maupertuis en 1698.
- Famille Magon, branche de Villebague et Saint Élier.